# Martin Grasegger
Martin Grasegger (sinh ngày 10 tháng 1 năm 1989) là một cầu thủ bóng đá người Áo hiện tại thi đấu cho Austria Lustenau. Anh thi đấu ở vị trí hậu vệ trái.